# Xanthomyrtus koebrensis
Xanthomyrtus koebrensis là một loài thực vật có hoa trong Họ Đào kim nương. Loài này được (Gibbs) Diels miêu tả khoa học đầu tiên năm 1922.